# 明朝藩王列表 (襄王系)
本頁面列出明朝自明仁宗分封的襄國藩王。

## 襄國
| 永樂二十二年（1424年）封。宣德四年（1429年）就藩長沙府。正統元年（1436年）移襄陽府。 |          |                |                                                 | |
| 稱號                                                                                 | 國君姓名 | 關係           | 在位年數                                        | 註記 |
| 襄憲王                                                                               | 朱瞻墡   | 朱高熾、嫡五子 | 1424年—1478年                                   | 永樂二十二年封。宣德四年就藩長沙府。正統元年移襄陽府。成化十四年薨。                                                           |
| 襄定王                                                                               | 朱祁鏞   | 朱瞻墡、嫡一子 | 1479年—1488年                                   | 成化十五年襲封。弘治元年薨。                                                                                                   |
| 襄簡王                                                                               | 朱見淑   | 朱祁鏞、庶一子 | 1489年—1490年                                   | 弘治二年襲封。三年薨。 |
| 襄懷王                                                                               | 朱祐材   | 朱見淑、庶一子 | 1491年—1504年                                   | 弘治四年襲封。十七年薨。無子。                                                                                                 |
| 襄康王                                                                               | 朱祐櫍   | 朱見淑、庶二子 | 1508年—1550年                                   | 初封光化王，正德三年襲封。嘉靖二十九年薨。無子，從侄朱厚熲嗣。                                                                 |
| 襄恭王                                                                               | 朱見淓   | 朱祁鏞、庶二子 | 追封                                            | 成化十六年封陽山王。正德十一年薨。後孫朱厚熲嗣封襄王，追封。                                                                   |
| 附襄國宗理                                                                           |          |                |                                                 | |
| 襄惠王                                                                               | 朱祐楬   | 朱見淓、庶一子 | ？年—1535年                                     | 嘉靖元年襲封陽山王。後因祐櫍病，暫兼理襄府事。十四年薨。後子朱厚熲嗣封襄王，追封。                                             |
| 襄府宗理                                                                             | 朱祐檽   | 朱見瀷、嫡一子 | 1535年—1539年                                   | 嘉靖五年封鎮寧王，十四年因祐楬薨，暫兼理襄府事。十八年正月，奪其敕，以祐楬子厚熲由官協助其視府事。                             |
| 襄國續封                                                                             |          |                |                                                 | |
| 襄莊王                                                                               | 朱厚熲   | 朱祐楬、庶一子 | 1539年—1552年（襄府宗理） 1552年—1566年（襄王） | 嘉靖十八年正月因祐檽被奪敕，由官協助其視府事，二十四年十二月襲陽山王，三十一年嗣封。追諡其祖見淓為恭王，父為惠王。四十五年薨。 |
| 襄敬王                                                                               | 朱載堯   | 朱厚熲、庶一子 | 1569年—1595年                                   | 嘉靖四十二年封安福王，隆慶三年襲封。萬曆二十三年薨。                                                                           |
| 襄忠王                                                                               | 朱翊銘   | 朱載堯、庶一子 | 1601年—1641年                                   | 萬曆二十九年襲封。崇禎十四年，張獻忠陷襄陽府，遇害。                                                                           |
| 襄王                                                                                 | 朱常澄   | 朱翊銘、嫡二子 | 1645年—1662年                                   | 崇禎十七年寄居九江府。弘光元年四月進封。國亡不知所終。                                                                         |

### 寧鄉國
| 正統八年（1443年）封。 |          |                |               |                                    |
| 稱號                   | 國君姓名 | 關係           | 在位年數      | 註記                               |
| 寧鄉莊憲王             | 朱祁鐄   | 朱瞻墡、嫡二子 | 1443年—1471年 | 正統八年封。成化七年薨。無子，除。 |

### 棗陽國
| 正統八年（1443年）封。 |          |                |                             |                                                                |
| 稱號                   | 國君姓名 | 關係           | 在位年數                    | 註記                                                           |
| 棗陽安穆王             | 朱祁鉦   | 朱瞻墡、庶三子 | 1443年—1476年               | 正統八年封。成化十二年薨。                                     |
| 棗陽僖順王             | 朱見沔   | 朱祁鉦、庶一子 | 1480年—1493年               | 成化十六年襲封。弘治六年薨。                                   |
| 棗陽榮肅王             | 朱祐楒   | 朱見沔、嫡一子 | 1503年—1525年 1539年—1555年 | 弘治十六年襲封。嘉靖四年，革爵為庶人。十八年複爵。三十四年薨。 |
| 棗陽恭靖王             | 朱厚爥   | 朱祐楒、庶一子 | 1561年—1593年               | 嘉靖四十年襲封。萬曆二十一年薨。                               |
| 棗陽王                 | 朱載𭏬   | 朱厚爥、庶一子 | 追封                        | 嘉靖四十三年封長子。萬曆二十一年卒。以子翊鋙襲封，追封王。     |
| 棗陽王                 | 朱翊鋙   | 朱載𭏬、庶一子 | 1598年—1601年               | 萬曆二十六年襲封。二十九年，未婚，薨。除。                     |

### 陽山國
| 成化十六年（1480年）封。 |          |                |               |                                                      |
| 稱號                     | 國君姓名 | 關係           | 在位年數      | 註記                                                 |
| 陽山恭和王               | 朱見淓   | 朱祁鏞、庶二子 | 1480年—1516年 | 成化十六年封。正德十一年薨。                         |
| 陽山榮康王               | 朱祐楬   | 朱見淓、庶一子 | 1522年—1535年 | 嘉靖元年襲封。十四年薨。                             |
| 陽山王                   | 朱厚熲   | 朱祐楬、庶一子 | 1545年—1552年 | 嘉靖二十四年十二月襲封。三十一年嗣襄封，郡爵例不襲。 |

### 鎮寧國
| 弘治四年（1491年）封。 |          |                |               |                            |
| 稱號                   | 國君姓名 | 關係           | 在位年數      | 註記                       |
| 鎮寧恭靖王             | 朱見瀷   | 朱祁鏞、庶三子 | 1491年—1522年 | 弘治四年封。嘉靖元年薨。   |
| 鎮寧安懿王             | 朱祐檽   | 朱見瀷、嫡二子 | 1526年—1576年 | 嘉靖五年襲封。萬曆四年薨。 |
| 鎮寧恭懿王             | 朱厚熧   | 朱祐檽、庶五子 | 1581年—1595年 | 萬曆九年襲封。二十三年薨。 |
| 鎮寧王                 | 朱載埢   | 朱厚熧、一子   | 1595年後—？年 | 萬曆中襲封，薨。無子，除。 |

### 光化國
| 不知何年封。 |          |                |             |                                          |
| 稱號         | 國君姓名 | 關係           | 在位年數    | 註記                                     |
| 光化王       | 朱祐櫍   | 朱見淑、庶二子 | ？年—1508年 | 不知何年封。正德三年嗣襄封，郡爵例不襲。 |

### 安福國
| 嘉靖四十二年（1563年）十月封。 |          |                |               |                                                  |
| 稱號                           | 國君姓名 | 關係           | 在位年數      | 註記                                             |
| 安福王                         | 朱載堯   | 朱厚熲、庶一子 | 1563年—1569年 | 嘉靖四十二年十月封。隆慶三年嗣襄封，郡爵例不襲。 |

### 隆慶國
| 嘉靖四十四年（1565年）封。 |          |                |               |                                                    |
| 稱號                       | 國君姓名 | 關係           | 在位年數      | 註記                                               |
| 隆慶王                     | 朱載䵺   | 朱厚熲、庶二子 | 1565年—1569年 | 嘉靖四十四年封。隆慶三年以同朝廷年號，改封鄖城王。 |

### 鄖城國
| 隆慶三年（1569年）封。 |          |                |               |                              |
| 稱號                   | 國君姓名 | 關係           | 在位年數      | 註記                         |
| 鄖城溫裕王             | 朱載䵺   | 朱厚熲、庶二子 | 1569年—1623年 | 隆慶三年封。天啟三年薨。     |
| 鄖城王                 | 朱翊鈴   | 朱載䵺、子     | 1626年—？年   | 萬曆中封長子。天啟六年襲封。 |
| 參考文獻               |          |                |               |                              |
| 1.                     |          |                |               |                              |

### 永城國
| 嘉靖四十四年（1565年）封。 |          |                |               |                                        |
| 稱號                       | 國君姓名 | 關係           | 在位年數      | 註記                                   |
| 永城王                     | 朱載圻   | 朱厚熲、庶三子 | 1565年—1576年 | 嘉靖四十四年封。萬曆四年薨。無子，除。 |

### 蘭陽國
| 萬曆三十一年（1603年）封。 |          |                |             |                  |
| 稱號                       | 國君姓名 | 關係           | 在位年數    | 註記             |
| 蘭陽王                     | 朱翊鎬   | 朱載堯、庶二子 | 1603年—？年 | 萬曆三十一年封。 |

### 福清國
| 不知何年封。 |          |                |             |                                              |
| 稱號         | 國君姓名 | 關係           | 在位年數    | 註記                                         |
| 福清王       | 朱常澄   | 朱翊銘、嫡二子 | ？年—1645年 | 不知何年封。弘光元年四月嗣襄封，郡爵例不襲。 |

### 貴陽國
| 不知何年封。 |          |                |             |                                                                |
| 稱號         | 國君姓名 | 關係           | 在位年數    | 註記                                                           |
| 貴陽王       | 朱常法   | 朱翊銘、庶三子 | ？年—1641年 | 不知何年封。崇禎十四年，張獻忠軍陷襄陽，與襄忠王朱翊銘同遇害。 |

### 進賢國
| 不知何年封。 |          |                |             |                            |
| 稱號         | 國君姓名 | 關係           | 在位年數    | 註記                       |
| 進賢王       | 朱常洤   | 朱翊銘、庶四子 | ？年—1644年 | 不知何年封。國亡不知所終。 |